# إف. إم. باسباي
إف. إم. باسباي (بالإنجليزية: F. M. Busby)‏ (11 مارس 1921، إنديانابوليس في الولايات المتحدة - 17 فبراير 2005)؛ روائي أمريكي.